# Thermonotus nigripes
Thermonotus nigripes là một loài bọ cánh cứng trong họ Cerambycidae.